# Artur Zawadzki
Artur Aleksander Zawadzki (ur. 16 lutego 1859 w Zawadach, zm. 16 maja 1939 w Ursusie) – polski aktor teatralny, dyrektor teatrów prowincjonalnych i warszawskiego teatru ogródkowego "Wodewil".

## Kariera aktorska
Był uczniem Emiliana Derynga. Występował w zespołach teatrów prowincjonalnych: Władysława Krzyżanowskiego (1877-1878), Anny Dudtow (1878), Władysława Gostyńskiego (1878), Piotra Woźniakowskiego (1879), Emiliana Baczyńskiego (1882), Feliksa Ratajewicza (1882), Henryka Lasockiego (1884-1885) i Eugeniusza Majdrowicza (1901). W sezonie 1885/1886 grał w teatrze krakowskim. Od 1888 r. występował jako monologista wygłaszając teksty różnych autorów (w tym własnego autorstwa) podczas tzw. wieczorów humorystycznych. Występy te odbywały się w wielu miastach w Królestwie Polskim, Galicji, na Śląsku, w Wielkopolsce a także na terenach Rosji, Ukrainy, Wołynia i Podola, a także w Pradze, Budapeszcie, Wiedniu i Berlinie. W okresie I wojny światowej przebywał w Warszawie i grał w teatrach: Bagatela-Nowym, Miraż, Nowoczesnym, Argus oraz gościnnie Wielkim. W okresie międzywojennym nadal występował jako monologista, jednak coraz rzadziej i tylko w Polsce. Wystąpił m.in. w rolach: Placyda (Piosnka wujaszka), Czesława (Szlachectwo duszy), Genia (Pan Damazy), Wacława (Zemsta), Wojtka (Okrężne), Gałganducha (Gałganducz czyli Trójka hultajska), Califourchona (Czuła struna), Licheckiego (Kościuszko pod Racławicami) i Starogrenadzkiego (Młody las).

## Zarządzanie zespołami teatralnymi
Pomagał w prowadzeniu zespołu teatralnego Henrykowi Lasockiemu. W sezonie 1886/1887 wspólnie z Marianem Winklerem kierował zespołem teatralnym, wraz z którym dawał przedstawienia w Kielcach i Busku. W 1902 r. był dyrektorem warszawskiego teatru ogródkowego "Wodewil". We wrześniu 1908 r. prowadził "Wesoły Teatr" w Przemyślu.

## Twórczość
Był autorem komicznych monologów wyśmiewających ludzkie charaktery, m.in.: Jegomość fin de siecle, Pan Gadulski ma głos, Antoni Siniak stręczyciel sług, Pan Silberstein idzie na spacer, Tenor Kwiczoł, Emeryt w Saskim Ogrodzie, Ożeniłem się, Ajent do wszystkiego, Nieszczęśliwy komediopisarz, Kolejarz wykolejony, Baletnica Charlotta Broccard, Ojciec teatralny, Mama Joasi na wodach w Szczawnicy, Weronika niepiśmienna, Dorożkarz warszawski oraz Adwokat Mównicki. Niektóre z nich ukazały się drukiem w zbiorach:
- Monologi wygłaszane na koncertach (1891)[2]
- Monologi z wieczorów humorystycznych : nowa serya (1906).

Napisał również krótkie komedyjki (Noc romantyczna oraz Gabinety restauracyjne), w których sam występował błyskawicznie zmieniając kostium i charakteryzację. Był autorem artykułów o tematyce teatralnej. Napisał pamiętnik z podróży pt. Mój kalejdoskop, który nie zachował się do współczesności.

## Życie prywatne
W 1881 r. poślubił aktorkę teatralną Emilię z Wolańskich. Jego drugą żoną była tancerka Maria Jakubowska (pseud. Jacobi).